# Aplogruppo N (mtDNA)

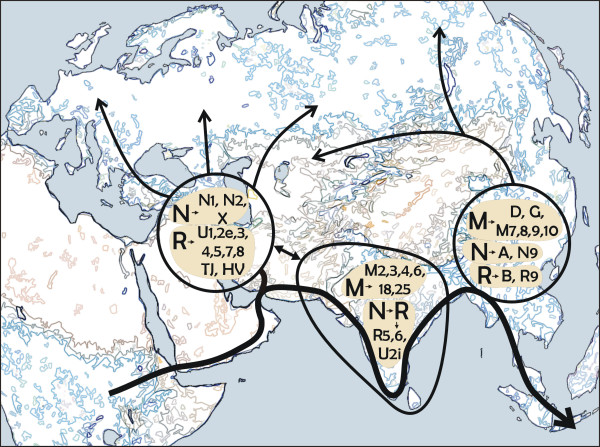
Uno dei presunti itinerari (secondo l'ipotesi dell'Origine africana) proposti per l'insediamento iniziale dell'Europa, basato sugli aplogruppi mitocondriali M ed N. Una divisione nei pressi del Golfo Persico spiegherebbe l'ubiquità dell'aplogruppo N e l'assenza dell'aplogruppo M in Eurasia occidentale.

L'aplogruppo N è un clado umano, ovvero un gruppo costituito da un antenato comune e da tutti i discendenti di quell'antenato. Discende dall'aplogruppo L3.

## Descrizione
Nella genetica mitocondriale umana l'aplogruppo N è l'aplogruppo predominante nell'Eurasia occidentale, per cui è definito come gruppo ancestrale europeo, da cui derivano gli aplogruppi A, S, I, W, X, Y, R e numerosi sottogruppi.
E' parente dell'aplogruppo M, che invece è predominante in India e nell'Asia estremo orientale.

Tutti gli aplogruppi del mtDNA trovati al di fuori dell'Africa sono discendenti dell'aplogruppo N o dell'aplogruppo M. M e N sono gli aplogruppi matrilineari che supportano la teoria della recente origine africana degli esseri umani moderni e delle successive migrazioni umane in tutto il mondo. La distribuzione globale degli aplogruppi N e M indica che probabilmente vi fu almeno una grande migrazione preistorica di esseri umani fuori dall'Africa, con entrambi N e M che si evolvettero successivamente al di fuori del continente africano.

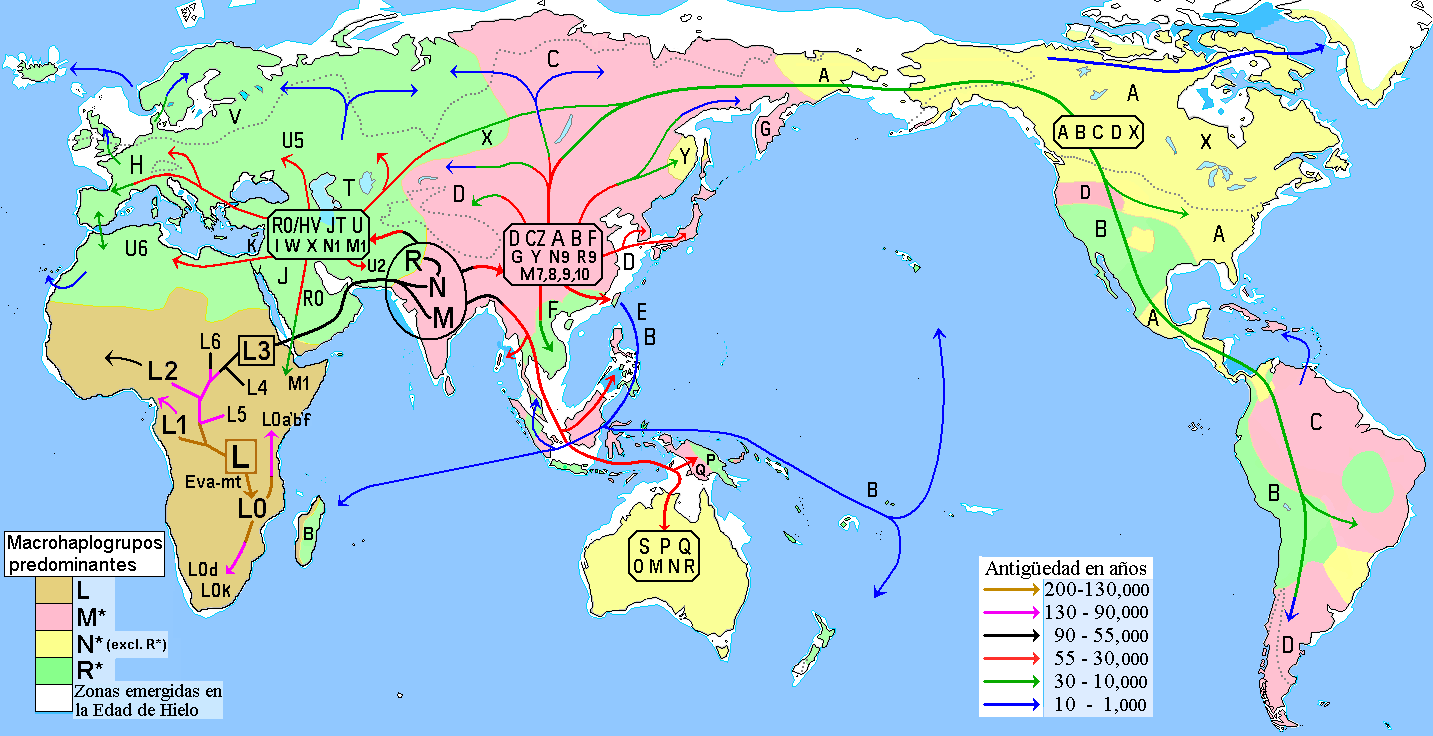
Distribuzione geografica dei principali macro-aplogruppi dell'Homo sapiens sapiens e supposte rotte migratorie secondo l'ipotesi dell'Origine africana.

In Africa (Corno d'Africa e Tanzania) è presente solo l'aplogruppo N1, un aplo-gruppo discendente e non confinato in Africa, sotto-clado dell'aplogruppo N; la presenza degli aplogruppi N1 in Tanzania suggerisce un'introgressione dal Medio Oriente o l'Eurasia in Africa orientale, dedotta da precedenti studi su altre popolazioni in Africa orientale.

## Principali aplogruppi mitocondriali
Si è stabilito un sistema per classificare filogeneticamente gli aplogruppi mitocondriali basato sulle lettere da A a Z come segue:
| Aplogruppi mitocondriali umani |                       |    |    |    |    |    |    |    |    |    |     |   |    |    |   |    |    |   |   |   |  |   |   |   |   |  |    |    |    |
|                                | Eva mitocondriale (L) |    |    |    |    |    |    |    |    |    |     |   |    |    |   |    |    |   |   |   |  |   |   |   |   |  |    |    |    |
| L0                             | L1                    | L2 | L3 | L3 | L3 | L3 | L3 | L3 | L3 | L3 | L3  |   |    |    |   |    |    |   |   |   |  |   |   |   |   |  | L4 | L5 | L6 |
| L0                             | L1                    | L2 |    |    |    | M  | M  | M  | M  | M  | N   | N | N  | N  | N | N  | N  |   |   |   |  |   |   |   |   |  | L4 | L5 | L6 |
| L0                             | L1                    | L2 | CZ | CZ | D  | E  | G  | Q  |    | A  | I O |   |    | R  | R | R  |    |   |   |   |  | S | W | X | Y |  | L4 | L5 | L6 |
| L0                             | L1                    | L2 | C  | Z  | D  | E  | G  | Q  | B  | A  | I O | F | R0 | R0 |   | JT | JT | P | U | U |  | S | W | X | Y |  | L4 | L5 | L6 |
| L0                             | L1                    | L2 | C  | Z  | D  | E  | G  | Q  | B  | A  | I O | F | HV | HV | J | T  | K  | P |   |   |  | S | W | X | Y |  | L4 | L5 | L6 |
| L0                             | L1                    | L2 | C  | Z  | D  | E  | G  | Q  | B  | A  | I O | F | H  | V  |   |    |    |   |   |   |  | S | W | X | Y |  | L4 | L5 | L6 |